# Trypetisoma scalenum
Trypetisoma scalenum är en tvåvingeart som beskrevs av Kim 1994. Trypetisoma scalenum ingår i släktet Trypetisoma och familjen lövflugor. Inga underarter finns listade i Catalogue of Life.